# Johann Beer

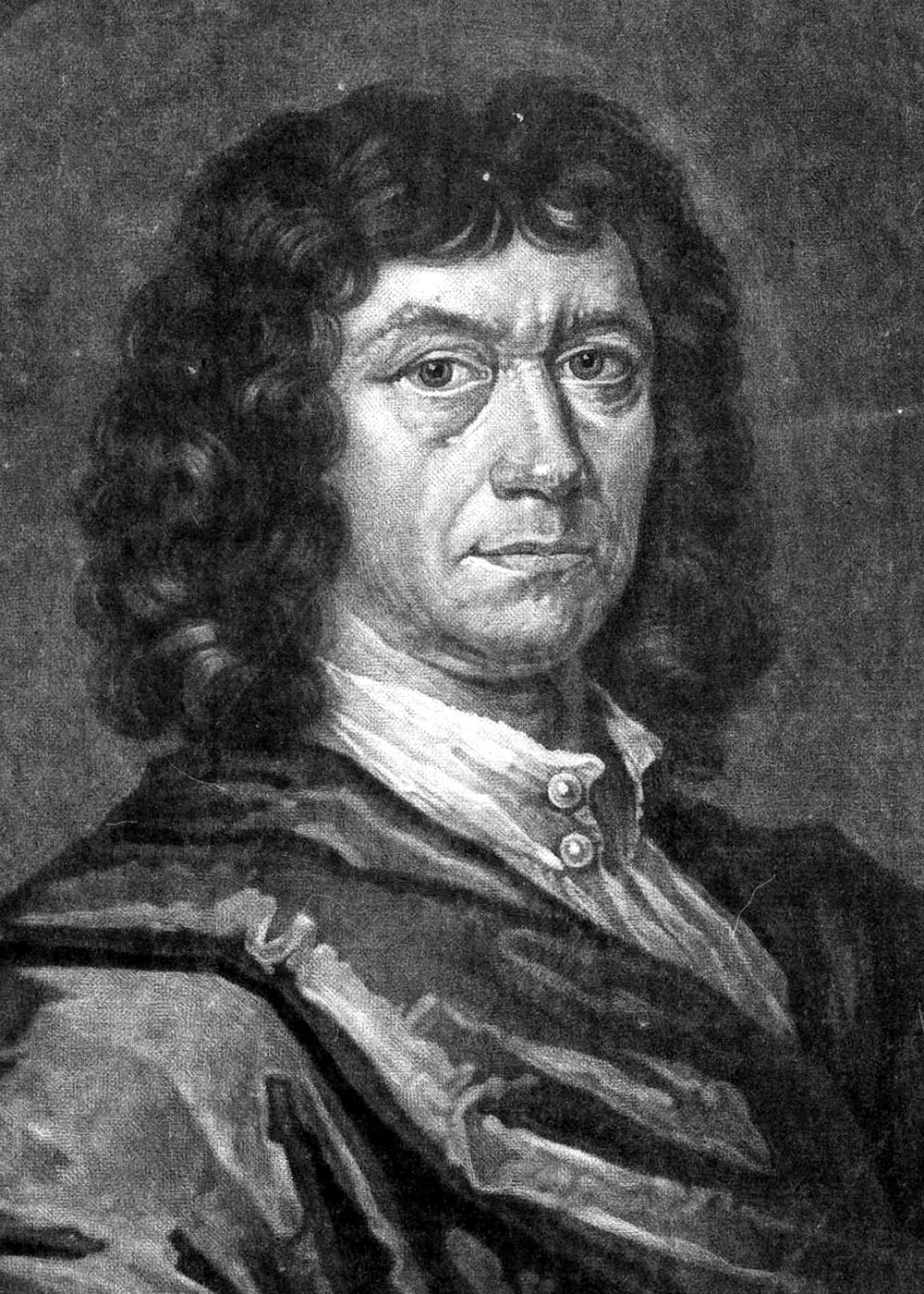
Johann Beer

Johann Beer, ook wel "Behr", "Baer" of "Bär" (Sankt Georgen im Attergau, 28 februari 1655 - Weißenfels, 6 augustus 1700), was een Oostenrijks-Duits schrijver en componist van barokmuziek.
Johann Beer, die eveneens muziektheoreticus was, was in zijn tijd vooral beroemd om zijn satirische stukken over muziek. Op dit moment is hij vooral bekend door zijn "Conzert fuer Jagdhorn, Posthorn, Streicher und Baß Continuo" in Bes-groot.